# Gonzaga Egyetem Jogi Intézet
A Gonzaga Egyetem Jogi Intézete az Amerikai Egyesült Államok Washington államának Spokane városában működik. Az 1912-ben alapított iskolát az ügyvédi kamara 1951-ben akkreditálta. Jacob Rooksby dékán 2018-ban lépett hivatalba.

## Története
Az intézet 1912-ben nyílt meg az egyetem adminisztrációs épületének harmadik emeletén; első dékánja Edward J. Cannon. Az első évfolyam (13 fő) 1915 júniusában végzett. Az 1960-as években az intézmény kinőtte székhelyét, így a rektor, John Leary atya közbenjárására 1962 júniusában az egykori Webster School épületébe költöztették át. Az 1970-es években jogi képviseleti szolgálatot indítottak. 2000 májusában átadták a Spokane folyó partján fekvő új épületet. Az itt található Barbieri terem a legfelsőbb és a fellebbviteli bíróság több tárgyalásának is helyt adott.

## Oktatás
2020-ban a 952 jelentkezőből 152-t vettek fel; tanulmányi eredményük átlaga 3,43 volt.

## Díjak
Egy kreditnyi munkaóra tandíja 1600 dollár. Az egy tanév alatt felmerülő költségeket a hároméves képzéseknél 66 ezer, míg a kétéves képzéseknél 125 ezer dollárra becsülik.

## Pályakövetés
Az ügyvédi kamara 2018-as jelentése szerint a 2015-ös évfolyam hallgatóinak 96,58%-a tett sikeres jogi szakvizsgát a diplomaszerzést követő kettő évben. Az intézet adatai alapján a 2016-os évfolyam hallgatóinak 69%-a dolgozott teljes munkaidőben kilenc hónappal diplomaszerzést követően (a saját ügyvédi irodát indítókat nem számították ide). 5,4% továbbtanult, 10% pedig munkanélküli volt.

## Nevezetes munkatársak
- Debra L. Stephens[7]
- Earl F. Martin[8]
- Francis Arthur Garrecht[9]
- Jane B. Korn[10]
- Lewis B. Schwellenbach[11]
- Rosanna M. Peterson[12]
- Steven González[13]
- Thomas Stephen Foley[14]

## Fordítás
- Ez a szócikk részben vagy egészben  a   Gonzaga University School of Law című angol Wikipédia-szócikk ezen változatának fordításán alapul.  Az eredeti cikk szerkesztőit annak laptörténete sorolja fel. Ez a jelzés csupán a megfogalmazás eredetét és a szerzői jogokat jelzi, nem szolgál a cikkben szereplő információk forrásmegjelöléseként.